# Dasineura minungula
Dasineura minungula är en tvåvingeart som beskrevs av Stelter 1986. Dasineura minungula ingår i släktet Dasineura och familjen gallmyggor. Inga underarter finns listade i Catalogue of Life.